# Betty Crocker
Betty Crocker ist ein Markenzeichen des US-amerikanischen Unternehmens General Mills. Das  Markenzeichen wurde 1921 von Washburn Crosby Company, einem Vorläufer dieses Unternehmens, geschaffen, um ein Mehl zu vermarkten. Unter dem Namen Betty Crocker wurden in den 1920er Jahren unter anderem Radiosendungen ausgestrahlt, die sich unter dem US-amerikanischen Publikum großer Beliebtheit erfreuten. Nicht allen Zuhörern war zu diesem Zeitpunkt bewusst, dass es sich bei Betty Crocker um eine Kunstfigur handelte und unterschiedliche Schauspielerinnen ihre Rolle sprachen. Sie erlangte so große Bekanntheit, dass das Magazine Fortune 1945 Betty Crocker zur populärsten Frau nach Eleanor Roosevelt wählte.
Nach Ende des Zweiten Weltkrieges wurde Betty Crocker auch über das Fernsehen vermarktet. Verkörpert von verschiedenen Schauspielerinnen trat sie in unterschiedlichen Fernsehsendungen auf und warb dort für Produkte wie Backmischungen und Fertiggerichte. General Mills nutzt den Namen bis heute für eine Produktlinie und unterhält eine Website, auf der Kochrezepte veröffentlicht werden.

## Geschichte

### Weiblicher Werbeträger

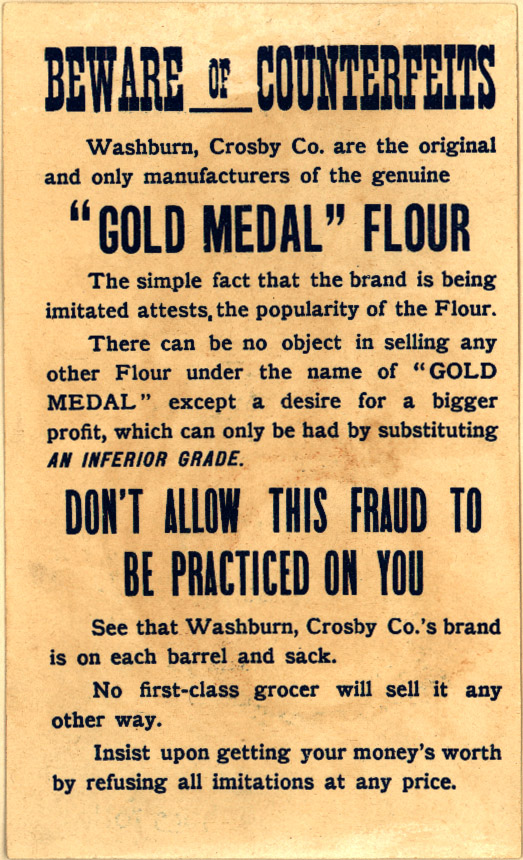
Gold Medal Flour, das Mehl für dessen Vermarktung die Figur Betty Crocker geschaffen wurde

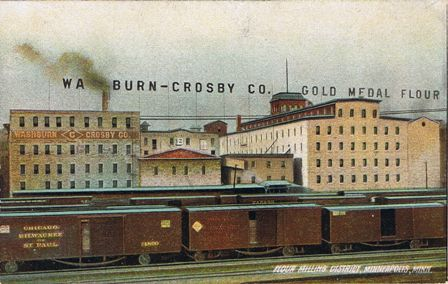
Washburn Crosby Company

Washburn Crosby Company stellte ein Mehl mit dem Namen Gold Medal Flour her und erhielt nach einem Preisausschreiben zusätzlich zu den Lösungen hunderte von Briefen, in denen Konsumenten um Rezepturen und Backempfehlungen baten. Um mit einem persönlichen Schreiben antworten zu können, entwickelte die Werbeabteilung die fiktive Figur Betty Crocker. Der Vorname Betty wurde gewählt, weil er als typisch amerikanisch und freundlich klingend eingestuft wurde. Mit dem Nachnamen Crocker ehrte die Firma William Crocker, einen beliebten und kurz zuvor pensionierten Manager des Unternehmens.
Das handschriftähnliche Logo, das für die Marke Betty Crocker steht, wurde gleichfalls im Jahr 1921 entwickelt und in nahezu unveränderter Form bis 2003 genutzt. Samuel Gale, Werbeleiter von Washburn Crosby Company, ließ dafür unter den weiblichen Mitarbeitern des Unternehmens in einem informellen Wettbewerb Unterschriften einreichen, die zu dem Namen passen sollten. Gewinnerin wurde eine Sekretärin mit dem Namen Florence Lindeberg, die eine einfach zu lesende, aber gleichzeitig unverwechselbare Unterschrift vorschlug. Gale ließ von da an jeden Brief, mit dem das Unternehmen Anfragen nach Rezepten oder Ratschläge rund um Kochen und Backen gab, mit diesem Schriftzug unterzeichnen.  Während der ersten drei Jahre war die Figur auch nicht mehr als der fiktive Unterzeichner von Briefen an Kunden.
Die Wahl einer weiblichen Figur als Symbol oder Werbeträger eines Unternehmens ist keine Erfindung von Washburn Crosby Company. Es gab seit Mitte des 19. Jahrhunderts in Nordamerika und Europa eine Reihe von Bewegungen, Haushaltsführung zu professionalisieren oder Frauen auf die Führung eines Haushalts durch entsprechende Schulung vorzubereiten. Dies führte auch dazu, dass den Konsumenten Vertreterinnen dieser Reformbewegungen ein Begriff waren. Werbefachleute nutzten dies aus, um auch Produktpräsentationen zu feminisieren, da 80 bis 85 Prozent der Haushaltseinkäufe von Frauen getätigt wurde. Dabei griffen sie zum Teil auf bekannte Persönlichkeiten zurück. Beispielsweise wurde für das Produkt „Royal Baking Powder“, ein Backpulver, mit dem Hinweis geworben, dass Fannie Farmer dieses in ihrer bekannten Bostoner Kochschule verwende.

### Der Küchentest
Samuel Gale legte in der Entwicklung der Figur Betty Crocker Wert darauf, dass sie von den Kunden als pragmatisch, fürsorglich und gleichzeitig zeitgemäß wahrgenommen wurde. Seine Zielkundschaft waren junge Frauen, die anders als ihre Vorgängergeneration nach Abschluss ihrer Schulausbildung nicht mehr von ihrer Mutter Kochen und Backen lernten, sondern diese Lebensphase bis zur Ehe übersprangen, weil sie ein College besuchten. Für sie sollte Betty Crocker für die Qualität und Preiswürdigkeit des Produktes einstehen. Washburn Crosby bewarb das von dem Unternehmen hergestellte Mehl unter anderem mit dem „Küchentest“ durch Betty Crocker:

„Zuerst wählen die Müller von Gold Medal Flour mit ihrer seit 60 Jahren erworbenen Kennerschaft sorgfältig den besten Weizen aus. Bevor sie es vermahlen, waschen sie jedes einzelne Korn in frischem klaren Wasser. Dann senden sie von jeder Charge Proben zur Gold-Medal-Küche. Betty Crocker und ihr Küchenteam verbacken es dann in dieser freundlichen Küche“

Werbeanzeigen betonten, dass Washburn Crosby große Mengen von hergestelltem Mehl nicht in den Verkauf gebracht habe, weil es genau diesen Küchentest nicht bestanden habe. Von April 1926 bis 1928 bot Miss Crocker den Nutzern von Gold Medal Flour an, gegen Einsendung von einem US-Dollar ihnen eine erprobte Rezeptsammlung zuzusenden. Die Rezeptsammlung wurde 350.000 mal verkauft. Susan Marks in ihrer ausführlichen Auseinandersetzung mit der Werbefigur Betty Crocker führt diesen Erfolg auch darauf zurück, dass sich die Ausstattungen von Küchen seit Beginn des 20. Jahrhunderts deutlich verändert hatten und unerfahrenere Köchinnen nicht in der Lage waren, traditionelle Rezepte, die für Holz- oder Kohleöfen entwickelt waren, ohne Fehlschläge an modernere Öfen anzupassen. Kochbücher waren gleichzeitig teuer.

### Kochschule und Radio Show
Angestellte der Washburn Crosby Company hatten bereits zu Beginn der 1920er Jahre begonnen, vor Frauenvereinen, in Kirchengemeinden und Schulen und auf Messen Kochdemonstrationen zu veranstalten. Diese Kochdemonstrationen, die zuerst in der Region um Minneapolis und St. Paul durchgeführt worden waren, erwiesen sich als so populär, dass Washburn Crosby Company sehr bald zwanzig weitere Frauen einstellte, um die Nachfrage danach zu bedienen. Frauen, die in diesem Bereich arbeiteten, hatten typischerweise auf dem College Hauswirtschaft studiert. Washburn Crosby Company entschied sich im Herbst 1924, eine Radio-Kochsendung mit Betty Crocker zu etablieren, und erwarb dafür einen Radiosender, der in einer Region von Kalifornien über Illinois bis nach Tennessee empfangen werden konnte. Am 2. Oktober 1924 wurde die erste Radio-Kochsendung unter dem Titel Good Food ausgestrahlt. Knapp 1 Jahr später, am 21. September, begann die Ausstrahlung von Kochsendungen, die im ganzen Gebiet der USA zu empfangen waren. Susan Marks bewertet diesen Schritt als mutig: Die Anzahl der Radiobesitzer war zwar von 5000 im Jahre 1920 auf 2,5 Millionen im Jahr 1924 angestiegen, aber weder gehörte das Radio zur Standardausstattung eines Haushaltes, noch war der Nutzen von Radiowerbung schon belegt, und Betty Crocker hatte sich auch noch nicht als Werbeträger für das Mehl der Firma durchgesetzt. Es zeigte sich jedoch schnell, dass über Radiosendungen weitaus mehr potentielle Kunden als über selbst die umsatzstärksten Zeitungen erreicht werden konnten.
1925 kristallisierten sich zwei in ihrem Inhalt deutlich unterschiedliche Radiosendungen heraus: The Betty Crocker Service Program und an Freitagen The Betty Crocker Cooking School of the Air, die gelegentlich auch die Gold Medal Flour Radio Cooking School genannt wurde. Viele Zuhörer partizipierten aktiv an dieser Kochsendung, deren Beginn in den gesamten USA Aufmerksamkeit erregte. Im ersten Jahr meldeten sich nicht weniger als 47.000 Zuhörer als Schüler dieser Kochsendung an, 1933 waren es bereits 250.000. Wer sich anmeldete, erhielt einen Fragebögen zu den Rezepten, die zusammen mit der Unterschrift der Einzelhändler, die bestätigte, dass der Kochschüler Mehl der Marke Gold Medal kaufe, wieder an die Washburn Crosby Company zurückgesendet wurde. Auf diese Weise verdienten sich die Kochschüler ihr Diplom der einmal im Jahr übertragenen Abschlussfeier.

### Marjorie Child Husted
Susan Marks weist darauf hin, dass die meisten Zuhörer in dieser Zeit mit großer Sicherheit davon ausgingen, dass es sich bei Betty Crocker um eine reale Person handele. Die Tatsache, dass verschiedene Schauspielerinnen die Texte sprachen, wurde von der Washburn Crosby verschleiert. Marks betont jedoch ausdrücklich, dass man dem Unternehmen nicht vorwerfen kann, ihre Kunden bewusst hinter das Licht geführt zu haben, das öffentliche Eingeständnis, dass Betty Crocker eine fiktive Figur ist, erfolgte jedoch erst Jahre später.
Marjorie Child Husted ist die Person, die Betty Child von 1927 bis 1947 prägte und neu ausrichtete. Husted, eine Absolventin der University of Minnesota, hatte bereits vier Jahre für Washburn Crosby gearbeitet, als sie zur Leiterin des Home Service Department befördert wurde. Sie besaß unter anderem Erfahrungen aus der Arbeit für ein Unterstützungswerk des Amerikanischen Roten Kreuzes und war dadurch auch mit der Situation von Familien mit nur geringem Einkommen vertraut. Husted gilt auch dafür verantwortlich, dass Betty Crocker ihre Zuhörer um Anregungen bat, welche Themen in den Sendungen behandelt werden sollten. Der Erfolg der Radiosendung führte dazu, dass auch andere Unternehmen anfingen, Radiosendungen auszustrahlen, die sich primär an Frauen richteten oder Produkte des alltäglichen Bedarf bewarben. Die Sendungen wurden auch aufrechterhalten, als Washburn Crosby sich 1928 dafür entschied, sich mit anderen Mühlen zur Firma General Mills zusammenzuschließen.

### Weltwirtschaftskrise und Zweiter Weltkrieg

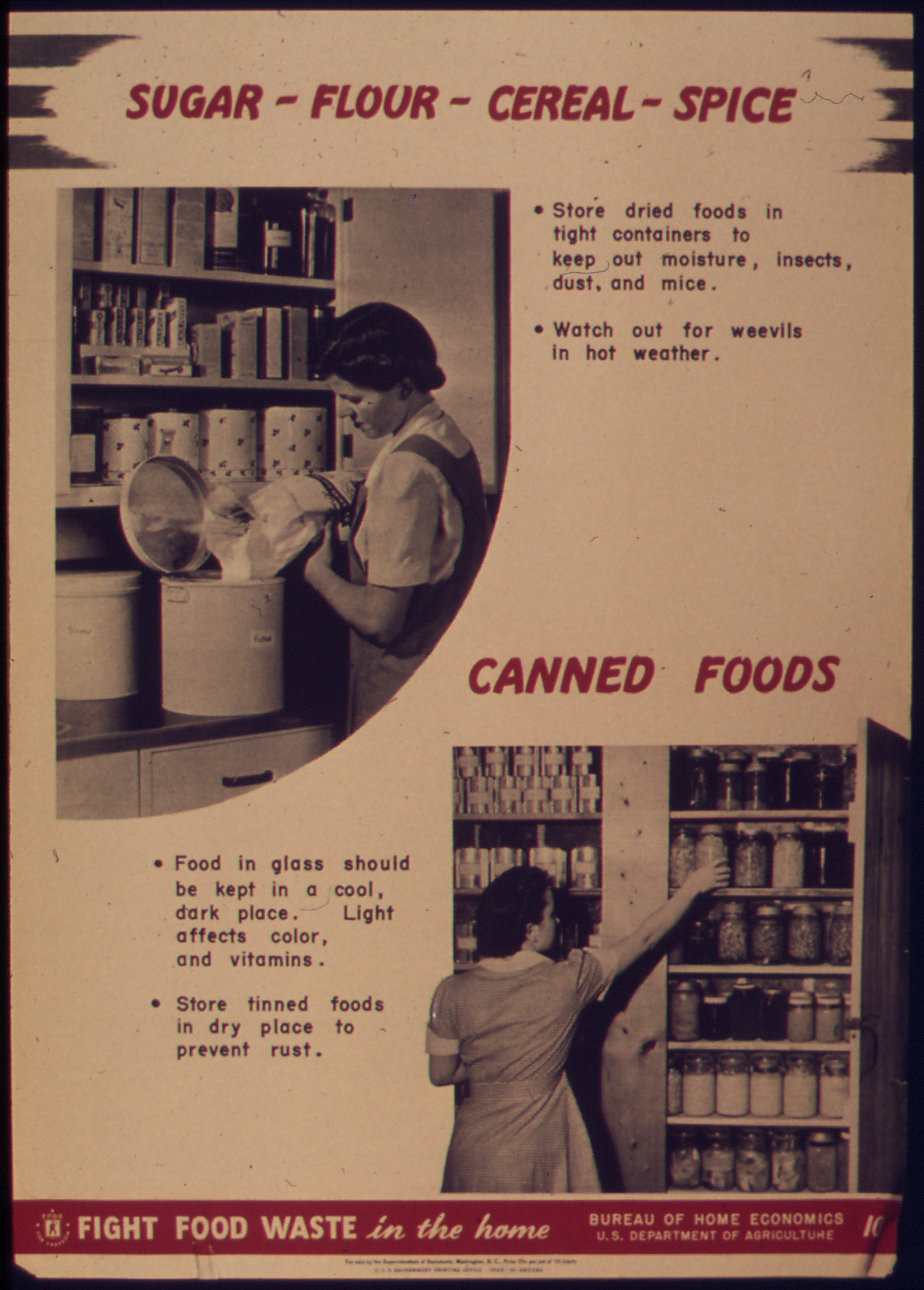
Bekämpft Nahrungsverschwendung im Haushalt - Plakat eines US-amerikanischen Ministeriums während des Zweiten Weltkriegs

Zwischen 1929 und 1932 fiel das durchschnittliche Einkommen einer US-amerikanischen Familie um 40 Prozent von jährlich 2300 auf 1500 USD. 1933 waren mehr als 14 Millionen oder 30 Prozent der Erwerbsbevölkerung von 47 Millionen arbeitslos. Folge der Weltwirtschaftskrise war es auch, dass immer mehr US-amerikanische Familien sich gezwungen sahen, ihre Ausgaben für Nahrungsmittel einzuschränken. Betty Crockers Radioprogramme fokussierten zunehmend auf Rezepte und Menü-Vorschlägen für finanziell besonders betroffene Familien. Die Broschüre Meal Planning on Minimum and Low Cost Budgets (dt. Mahlzeiten bei Minimum- und geringen Einkommen) wurde kostenlos verschenkt. Der Historiker James Gray, der 1954 eine Geschichte der General Mills veröffentlichte, wies darauf hin, dass in diesen Jahren die Vermarktung der firmeneigenen Produkte fast zweitrangig war. Wie hilfreich die Rezepte und Anregungen für Familien waren, die von der Weltwirtschaftskrise besonders betroffen waren, belegen auch die zahlreichen Briefe, die bei General Mills eingingen und Susan Marks dazu bewegten, die 1930er Jahre als die altruistischen Jahre in der Geschichte dieser Werbefigur zu bezeichnen.
Der Eintritt der Vereinigten Staaten in den Zweiten Weltkrieg bedeutete neben steigenden Lebensmittelpreisen auch Rationierung von Lebensmitteln wie Kaffee, Butter, Zucker und Fleisch. Verschiedene Abteilungen von General Mills arbeiteten hart daran, Betty Crocker als eine unverzichtbare Figur der allgemeinen Kriegsanstrengungen zu machen. Zahlreiche Rezepte, die mit der Signatur von Betty Crocker veröffentlicht wurden, gaben Tipps, wie Zucker gespart werden könne.
1945 nutzte das Office of War Information die Figur Betty Crocker als tägliche Gastgeberin, um in der Radiosendung Our Nation’s Rations (dt. Die Marschverpflegung unserer Nation) unter anderem für den Kauf von Kriegsanleihen und das Spenden von Blut sowie Empfehlungen über den Umgang mit Lebensmitteln zu verbreiten. Die verschiedenen Schauspielerinnen, die Betty Crocker verkörperten, interviewten Soldaten, Behördenvertreter und Ernährungsexperten und informierten die Zuhörer über Sachverhalte, die von der weltweiten Ernährungssituation bis zur Versendung von Weihnachtspäckchen ins Ausland reichten.

### Nach dem Zweiten Weltkrieg
Mit der zunehmenden Verbreitung des Fernsehens wendete sich General Mills diesem Medium zu. Bis 1964 stellte die Schauspielerin Adelaide Hawley Cumming Betty Crocker in Koch-, Comedy- und Werbesendungen dar. 1950 erschien das erste Betty-Crocker-Kochbuch, das bis heute auf Grund seiner Umschlagfarbe auch als The Big Red bezeichnet wird, das in den USA zum Bestseller wurde.